# Orde van Sint-Joris (Rusland)

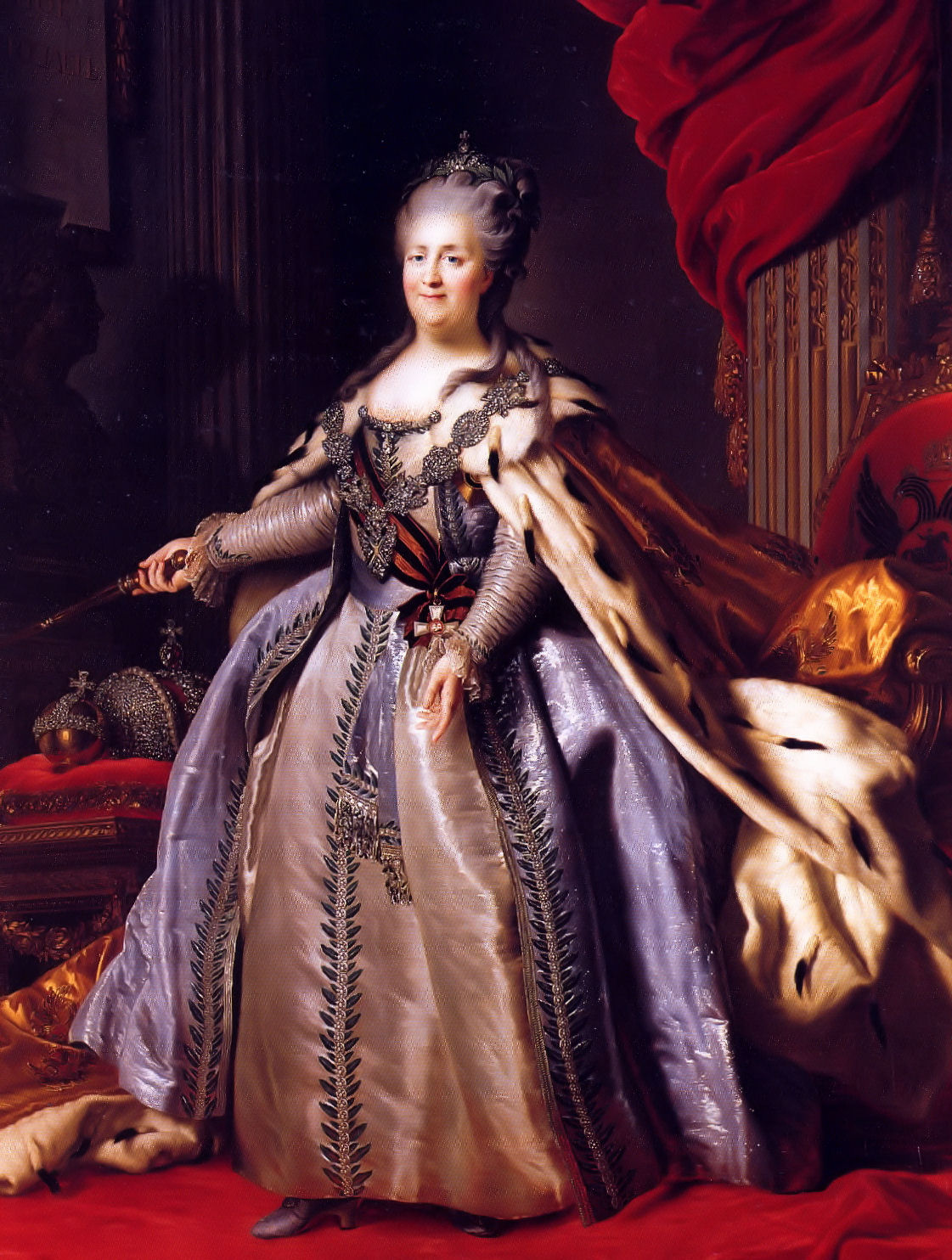
Catharina II van Rusland draagt haar Sint-Jorisorde

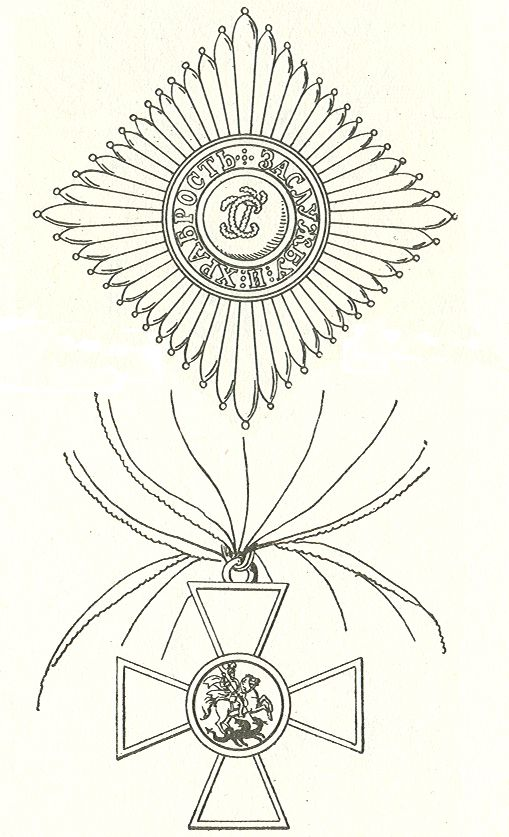
Ster en kleinood van de Sint-Jorisorde

De Orde van Sint-Joris (Russisch: Военный орден Св. Великомученика и Победоносца Георгия, Vojenny orden Svjatogo Velikomoetsjenika i Pobedonostsa Georgija), ook wel 'Militaire Orde van Sint-Joris' of officieel 'Militaire Orde van de Martelaar en Overwinnaar Sint-Joris' genoemd, is een Russische ridderorde. 

## Geschiedenis
De orde werd op 26 november 1769 (gregoriaanse kalender) door keizerin Catharina II van Rusland ingesteld als beloning voor militaire verdienste te land of ter zee. De uit vier klassen bestaande orde werd in 1807 door keizer Alexander I aangevuld met het Sint-Joriskruis en de Sabel van de Orde van Sint-Joris. Er was ook een Medaille van Sint-Joris.
Om voor deze onderscheiding in aanmerking te komen moest men een vijandelijk schip, een batterij of voorpost veroverd hebben, als vrijwilliger door moed en beleid een overwinning hebben behaald, als eerste in vijandelijke stellingen zijn doorgedrongen of, voor het Grootkruis, een veldslag hebben gewonnen, 25 jaren dienst hebben gedaan of 25 campagnes te land dan wel 18 ter zee hebben meegemaakt.
Keizerin Catharina II bestelde tevens een reusachtig met ordetekenen en linten beschilderd porseleinen servies voor de diners op 26 november, de feestdag van de Orde van Sint-Joris.
In 1855 bepaalde tsaar Nicolaas I dat de vijfde graad alleen nog voor dapperheid werd verleend. In 1913 bepaalde tsaar Nicolaas II dat men altijd in de vierde graad moest zijn benoemd voordat nieuwe heldendaden of verdiensten een bevordering in de orde mogelijk maakten.
De twee hoogste graden werden door de tsaar, de vierde en vijfde graad ook door de generaals die een commando voerden verleend. De orde gaf de gedecoreerden een nauwkeurig bepaalde militaire rang: de twee hoogste graden die van generaal-majoor, de derde en vierde graad die van kolonel.
De orde was in het tsaristische Rusland zeer gezien en een op het slagveld verworven Kruis der Vierde Klasse werd, ook wanneer hogere decoraties verworven waren, nooit weggelaten wanneer iemand zijn onderscheidingen droeg.

## Graden van de orde
- Eerste klasse of grootkruis

Het grootkruis werd in de loop van bijna 150 jaren slechts 25 maal toegekend. De generaals Orlov, Potjomkin, Wellington, Blücher en Bernadotte en de maarschalken Barclay de Tolly en Schwarzenberg zijn met deze onderscheiding vereerd. De latere keizer Wilhelm I van Duitsland ontving als jonge prins in 1814 de Vierde Klasse voor zijn inzet in de strijd tegen Napoleon Bonaparte; hij werd op 72-jarige leeftijd in 1869 als koning van Pruisen tot Grootkruis bevorderd. Maarschalk Joseph Radetzky en aartshertog Albrecht van Oostenrijk werden in 1848 en 1870 in de orde opgenomen. De Grootkruisen droegen het kruis van de orde aan een breed lint over de rechterschouder en de ster op de linkerborst.
- Tweede klasse of commandeur der eerste klasse

De commandeurs droegen het kruis aan een lint om de hals en de ster op de linkerborst.
- Derde klasse of commandeur der tweede klasse

Deze commandeurs droegen alleen het kruis aan een lint om de hals.
- Vierde klasse of ridder

De ridders droegen het kruis aan een vijfhoekig opgemaakt lint op de linkerborst.
- Vijfde klasse of Sint-Joriskruis

Deze onderscheiding, ook wel als de vijfde klasse van de orde van Sint-Joris beschouwd, werd in zilver of goud verleend. Het was een niet-geëmailleerd kruis van de orde. Het lint was gelijk aan dat van de ridders.
De orde was zo exclusief dat ook keizers in de vierde klasse werden benoemd. Keizer Frans Jozef I van Oostenrijk droeg dit kruisje steeds op zijn uniform. Het herinnerde hem aan de Russische steun in het revolutiejaar 1848. De keizer kon zijn Hongaarse Stefanskroon in dat jaar alleen dankzij Russische militaire steun behouden.
Kruis van Sint-Joris en Medaille van Sint-Joris
De vijfde klasse werd in 1807 door tsaar Alexander I ingesteld en het zilveren kruis heette tot 1913 'Ereteken van de Oorlogsorde'. De onderscheiding was voor onderofficieren en soldaten bedacht en werd in 1913 omgedoopt tot Sint-Joriskruis.
In 1856 werd de vijfde klasse opgedeeld in
- Gouden kruis met strik op het lint
- Gouden kruis
- Zilveren kruis met strik op het lint
- Zilveren kruis

In 1878 werden ook nog vier medailles van de orde ingesteld. Op de medaille is de heilige Joris afgebeeld met het devies ЗА ХРАБРОСТЬ (Za chrabrost, 'Voor moed'). Kruisen en medailles werden aan het lint van de orde gedragen.

## De versierselen van de orde

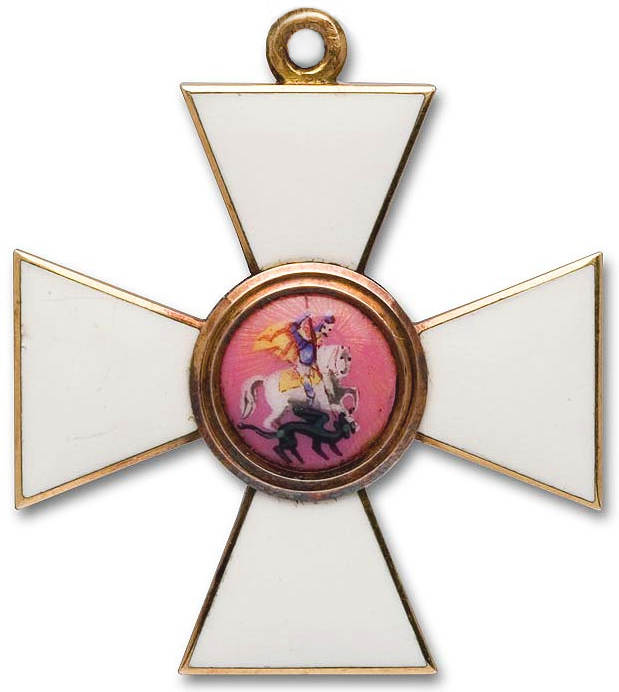
kleinood

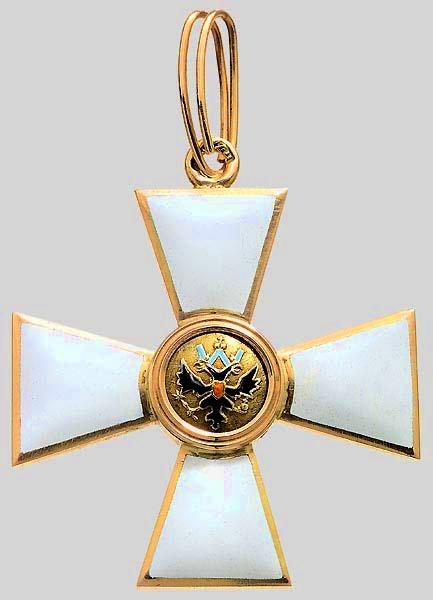
Kleinood voor niet-christenen

Het kleinood is een wit geëmailleerd gouden kruis pattée met daarop een goudgerand rossig medaillon met Sint-Joris die zittend op een schimmel met een zwart draakje stoeit. De Orde mocht beslist niet met briljanten of zwaarden worden verleend. Voor jubilea werden de twee horizontale armen van het kruis met de opdracht "25 ЛЕТЪ" ('25 jaar') of "18 КАМПАНИЙ" ('18 campagnes') voorzien.
De ster was een ruitvormige zilveren plaque met daarop een medaillon. In het medaillon waren de cyrillische initialen van de heilige Joris afgebeeld. Op de blauwe ring staat in het cyrillisch met gouden letters ЗА СЛУЖБУ И ХРАБРОСТЬ geschreven (Za sloezjbu i chrabrost, 'Voor dienst en dapperheid').
Niet-christenen kregen een kleinood met een afbeelding van de keizerlijke adelaar in plaats van Sint-Joris. Het lint was oranjegeel met drie brede zwarte strepen.
De orde werd aan de prins van Oranje, de latere koning Willem II der Nederlanden verleend en hij liet de vorm kopiëren bij de stichting van zijn Luxemburgse Orde van de Eikenkroon.
De Orde van Sint-Joris werd in de Eerste Wereldoorlog duizenden malen verleend maar in 1918 door de Sovjets afgeschaft. De versierselen waren toen al niet meer van goud of zilver maar van verguld en verzilverd koper. De verbannen Romanovpretendenten van de tsarentroon bleven zich grootmeester van de Orde van Sint-Joris noemen en verleenden de orde ook. Grootvorstin Maria Vladimirovna van Rusland, 'titulair keizerin en autocrate van al de Ruslanden', noemt zich nog steeds de grootmeesteres van deze orde.

## Sovjet-Rusland en de Russische Federatie
De Orde van Sint-Joris had zoveel aanzien dat ook de Sovjet-Unie in 1943 haar Orde van de Glorie (Russisch: 'Orden Slavy') een oranjegeel lint met drie brede zwarte strepen gaf en zo ook de Medaille voor de Overwinning over Duitsland in de Grote Patriottische Oorlog 1941-1945.

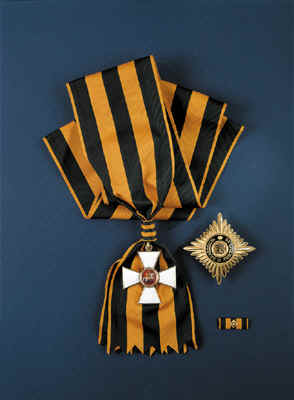
De moderne orde

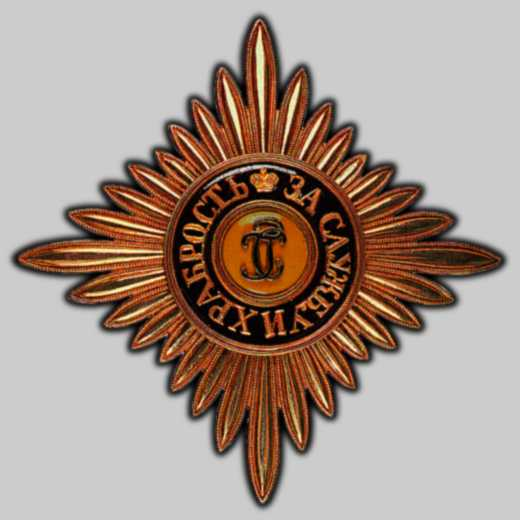
De moderne ster

Op 2 maart 1994 herstelde het parlement van de Russische Federatie de orde onder haar oude naam. De orde kreeg ook de oude structuur en vrijwel dezelfde versierselen als in 1917. In de tekst van de wet staat specifiek vermeld dat de orde niet vernieuwd of opnieuw opgericht is, de orde is 'aangehouden' alsof zij nooit was afgeschaft. De orde volgt in rang op de eveneens opnieuw gestichte Orde van Sint-Andreas, maar de titel van 'Held van de Russische Federatie' is protocollair hoger in aanzien. 
De baton van deze orde heeft een wit geëmailleerd, gouden of zilveren kruisje op de middelste streep. Omdat de orde alleen wordt verleend wanneer Rusland aangevallen is zijn er weinig benoemingen gedaan.

## Het lint van de Orde van Sint-Joris en de overwinningsfeesten en parades in 2014
In 2014 tooiden de Russische president Vladimir Poetin en zijn generaals zich bij de 69e herdenking van de Duitse overgave op 9 mei 1945 met strikken in de kleuren van het lint van de Orde van Sint-Joris dat ook het lint van de Orde van de Glorie van de voormalige Sovjet-Unie was. Die strik werd die dag ook door veteranen van de Tweede Wereldoorlog, in Rusland de "Grote Vaderlandse Oorlog" genoemd, gedragen. Ook een jonge vrouwelijke nieuwslezer van de staatszender RT tooide zich met het lint.
Omdat de spanning over de Russische annexatie van de Krim (2014) en de onlusten in de oostelijke, in meerderheid door Russen bewoonde steden, in Oekraïne hoog was opgelopen werd met spanning uitgekeken naar de Russische parades en feesten. Het bezoek van Poetin aan de Krim werd door de regering in Kiev een "provocatie" genoemd. Het Nederlandse Ministerie van Defensie liet weten dat Nederlandse militairen het lint tijdens de herdenking op het Sovjet Ereveld in Leusden niet mochten accepteren of dragen.
Het lintje was in de ogen van de Nederlandse legerleiding niet alleen een symbool voor de Russische overwinning in de Tweede Wereldoorlog, maar ook voor de pro-Russische separatisten in Oekraïne. Aan de opdracht het Russische lint te weigeren werd geen ruchtbaarheid gegeven, maar een interne e-mail van de Nederlandse officier Geert Lalleman was in handen van de actualiteitenrubriek EenVandaag gespeeld. Volgens Lalleman moeten ook niet-militairen voorzichtig zijn met het lintje. "Burgers kunnen het weliswaar aannemen, maar worden met klem geadviseerd dit lint niet te dragen."
Ook het bestuur van de Stichting Sovjet Ereveld, die de herdenking in Leusden organiseert, noemde het dragen van de lintjes beladen. 'Wij hebben als vereniging besloten om de lintjes wel aan te nemen, maar niet zichtbaar te dragen", liet de secretaris van de stichting EenVandaag desgevraagd weten.

## Portretten van ridders in de Orde van Sint-Joris

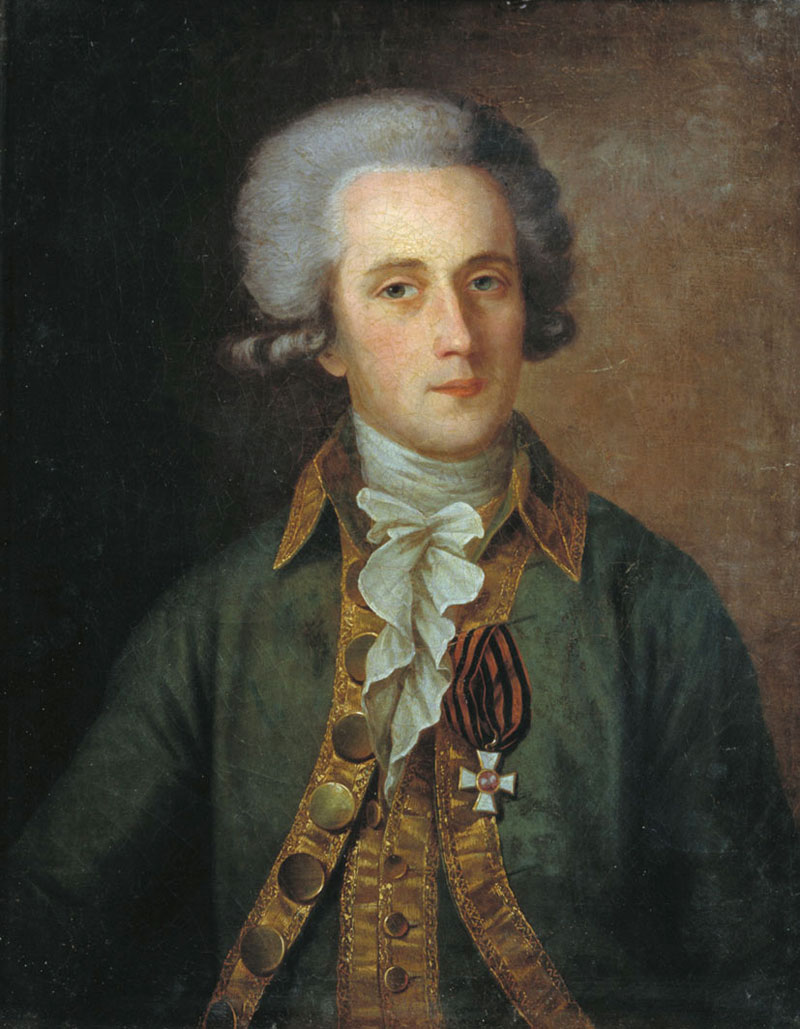
Onbekende ridder 4e klasse (ca. 1790). Het kruis werd in de eerste jaren nog niet tot een vijfhoek gevouwen
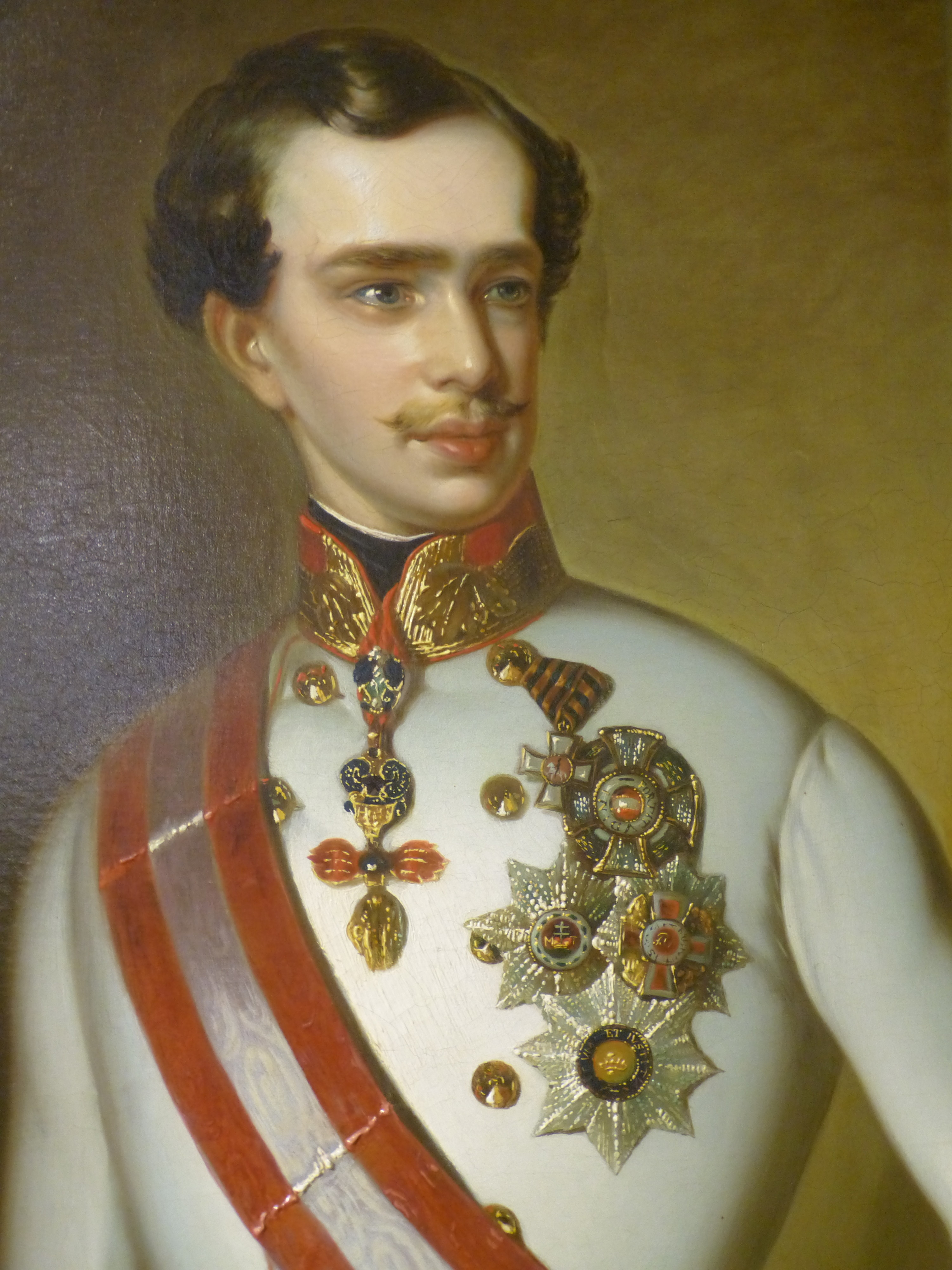
Keizer Frans Jozef I van Oostenrijk met links boven zijn Orde van Sint-Joris die hij altijd droeg
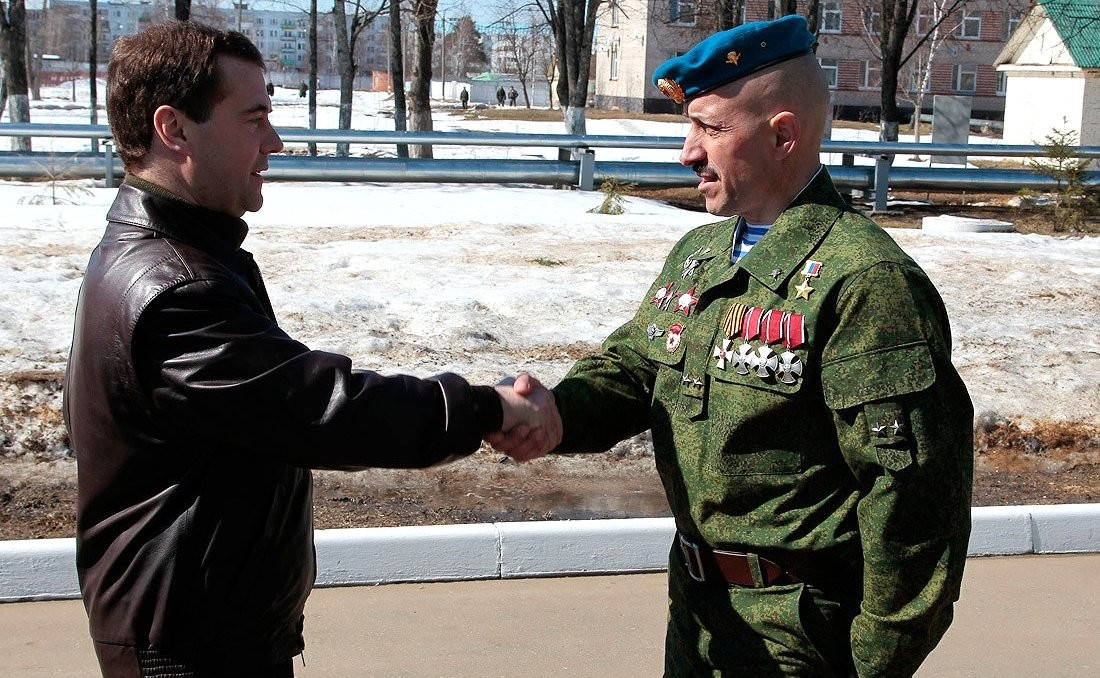
Luitenant-kolonel Anatoli Lebed (rechts), drager van het Ridderkruis van Sint-George (4e klasse) en drievoudig drager van de Orde voor Dapperheid, krijgt een hand van president Medvedev (2011)